# Броненосни крайцери тип „Пиза“
Пиза (на италиански: Pisa) са серия броненосни крайцери на Италианския флот от началото на XX век. Построени са три единици: „Пиза“ (на италиански: Pisa), „Амалфи“ (на италиански: Amalfi) и „Генуа“ (на италиански: Genova), като последният още на стапелите в строеж е купен от наследниците на гръцкия милионер Георгиос Авероф за флота на Гърция, където получава същото име: „Георгиос Аверов“. Проектът получава развитие в крайцерите „Сан Джорджо“

## Конструкция
Проектът е съществена преработка на база ескадрените броненосци тип „Реджина Елена“. Корабите са много сполучливи – силно бронирани за крайцерските мерки и с чудесно въоръжение от четири 254 mm оръдия, съчетани с осем от 190 mm. Скоростта им е над 23 възела.

## Представители
| Име             | Заложен          | Спуснат на вода   | Влязъл в строй   | История                                                                 |
| --------------- | ---------------- | ----------------- | ---------------- | ----------------------------------------------------------------------- |
| „Пиза“ Pisa     | 20 февруари 1905 | 15 септември 1907 | 1 септември 1909 | предаден за скрап на 28 април 1937 година.                              |
| „Амалфи“ Amalfi | 24 юли 1905      | 5 май 1908        | 1 септември 1909 | потопен от подводница на 7 юли 1915 година. 67 души от екипажа загиват. |